# SoftLayer
IBM SoftLayer（ソフトレイヤー）は、IBMのクラウドサービスのブランド名。
2005年にアメリカ合衆国テキサス州ダラスを本拠地として設立されたSoftLayer Technologies. Incにより提供されていたIaaSであったが、2013年7月にIBMが買収し、IBMのブランドIBM SoftLayerとなった。2016年10月にIBM Bluemix Infrastructureとブランド名変更され、Bluemixブランドに統合された。

## 概要
SoftLayerは2005年にIaaSを提供する企業として設立された。2010年にビジネスを急拡大し、アメリカ合衆国・ヨーロッパ・アジアを含む13のデータセンター、19のアクセスポイント、拠点間の高速ネットワーク(10GB)を完成させた。
2013年7月、IBMにより約2000億円で買収され、IBMのIaaSブランドとしてのIBM SoftLayerとなった。
2014年8月時点には、世界に16のデータセンターと19のアクセスポイントを持ち、アクセスポイントとデータセンター間を10Gbpsの高速ネットワークで結んでいる。またベアメタルサーバーを数時間で展開することができ、高いパフォーマンス、セキュリティを実現している。